# حیدر عبدالرزاق
حیدر عبدالرزاق (زادهٔ ۹ ژوئن ۱۹۸۲ – ۵ ژوئن ۲۰٢٢) بازیکن فوتبال اهل عراق بود. وی همچنین در تیم ملی فوتبال عراق بازی کرده است.
وی در تاریخ ١۵ خرداد ١۴٠١ مصادف با ۵ ژوئن ٢٠٢٢ توسط اراذل و اوباش ناشناسی در بغداد مورد حمله قرار گرفت و در این درگیری کشته شد. وی در  آسیا ۲۰۰۷ توانسته بود به حسرت شصت ساله عراق پایان دهد و همراه تیمش قهرمان آسیا شود.حسرتی که برای خیلیها هنوز ادامه دارد
افتخارات
- قهرمانی آسیا ۲۰۰۷ با عراق پس از ۶۰ سال
- قهرمانی فوتبال غرب آسیا ۲۰۰۲